# Lista conților de Champagne

Blazonul original al conților de Champagne.

Conții de Champagne au condus regiunea Champagne între anii 950 și 1316. Champagne s-a dezvoltat în jurul comitatului de Troyes, atunci când, la sfârșitul secolului al XI-lea, Hugo I a fost cel dintâi care a folosit oficial titulatura de "conte de Champagne". Atunci când Ludovic a devenir rege al Franței în 1314, după moartea tatălui său Filip al IV-lea cel Frumos, Champagne a devenit parte a teritoriilor Coroanei. Conții titulari de Champagne au moștenit și poziția de seneșali ai Franței.

## Conți și duci de Champagne, Troyes,MeauxșiBlois

### Duci de Champagne
Din perioadele merovingiană și carolingiană sunt cunoscuți câțiva duci de Champagne (sau Campania). Ducele pare să se fi creat ca urmare a alăturării a civitates de Rheims, Châlons-sur-Marne, Laon și Troyes. La sfârșitul secolului al VII-lea și începutul celui următor, Champagne s-a aflat sub controlul Pipinizilor (Arnulfingilor); mai întâi prin Drogo, fiul lui Pepin de Herstal, iar apoi de fiul lui Drogo, Arnulf.
- Lupus
- Vintronus
- Drogo (690-708)
- Arnulf

### Conți de Meaux și Troyes
| Conți de Troyes - Aleran (820-852) - Odo I (853-858 și 866-871) - Rudolf I (858-866) - Odo al II-lea (871-876) - Robert I (876-886) - Adalelm (886-894) - Richard (894-921), de asemenea duce de Burgundia - Rudolf al II-lea (921-936), de asemenea duce de Burgundia și rege al Franței - Ugo (936-952), de asemenea duce de Burgundia - Gilbert (952-956), de asemenea duce de Burgundia |  | Conți de Meaux - Ludovic cel Gângav (862-877), de asemenea rege al Aquitaniei și rege al Franței - Theodebert (877-888) - Herbert I (896-902) - Herbert al II-lea (902-943) - Robert (943-967), în Troyes din 956 |

- Robert, al II-lea de Troyes (956-967)
- Herbert, al III-lea de Meaux, (967-995)
- Ștefan I (995-1022)
- Odo, I de Meaux și al III-lea de Troyes (1022–1037), de asemenea conte de Blois
- Ștefan al II-lea (1037–1048)
- Odo, al II-lea de Meaux și al IV-lea de Troyes (1048–1066)
- Theobald, I de Troyes (1066–1089), de asemenea conte de Blois

| Conți de Troyes - Odo al V-lea (1089–1093) - Hugo I (1093–1102) |  | Conți de Meaux și Blois - Ștefan al III-lea Henric (1089-1102), de asemenea conte de Blois - Theobald al II-lea (1102-1151), de asemenea conte de Blois, în Champagne din 1125 |

### Conți de Champagne
- Hugo I (1102–1125)
- Theobald al II-lea (1125–1152)
- Henric I (1152–1181)
- Henric al II-lea (1181–1197), de asemenea rege al Ierusalimului
- Theobald al III-lea (1197–1201)
- Theobald al IV-lea (1201–1253), de asemenea rege al Navarrei
- Theobald al V-lea (1253–1270), de asemenea rege al Navarrei
- Henric al III-lea (1270–1274), de asemenea rege al Navarrei
- Ioana (1274–1305), de asemenea regină a Navarrei, și Filip I (1284–1305), de asemenea rege al Franței
- Ludovic (1305–1316), de asemenea rege al Franței
- Ioan (1316), de asemenea rege al Franței
- Filip al II-lea (1316-1322), de asemenea rege al Franței
- Carol (1322-1328), de asemenea rege al Franței

Champagne se separă de coroana de Navarra și este înglobată în Coroana Franței.